# Корепанов, Семён Павлович
Семён Павлович Корепа́нов (1902—1978) — советский хозяйственный, государственный и политический деятель.

## Биография
Родился в 1902 году в Верещагине (ныне Пермский край). Член ВКП(б).
С 1916 года — на хозяйственной, общественной и политической работе. В 1916—1968 годы — ученик, слесарь депо станции Верещагино, секретарь райкома ВЛКСМ станции Верещагино, краснофлотец, партийный и профсоюзный деятель в Перми, в Магнитогорске, в Лысьве, в Уральской области, председатель ЦК Союза металлургов центральных районов, инспектор, руководитель контрольной группы Наркомата тяжёлой промышленности СССР, начальник центральной контрольной инспекторской группы, заместитель начальника Управления рабочих кадров и зарплаты НКЧМ СССР, директор Синарского трубного завода.
За обобщение и распространение передового стахановского опыта работы в трубном производстве был в составе коллектива удостоен Сталинской премии 1951 года.
Делегат XIX съезда КПСС.
Умер в Москве в 1978 году.

## Признание
- Сталинская премия третьей степени (1951) — за обобщение и распространение передового стахановского опыта работы в трубном производстве.